# Vierzon
Vierzon là một xã thuộc tỉnh Cher trong vùng Centre-Val de Loire miền trung Pháp.

## Dân số
| 1962                                | 1968   | 1975   | 1982   | 1990   | 1999   | 2008   |
| ----------------------------------- | ------ | ------ | ------ | ------ | ------ | ------ |
| 31,549                              | 33,775 | 35,699 | 34,209 | 32,235 | 29,719 | 28,000 |
| Từ năm 1962 Dân số không tính trùng |        |        |        |        |        |        |

## Thành phố xã kết nghĩa
- Barcelos, Bồ Đào Nha
- Bitterfeld, Đức
- Rendsburg, Đức
- Develi, Thổ Nhĩ Kỳ
- Đông Tây Hồ, Trung Quốc
- El Jadida, Maroc
- Hereford, Vương quốc Anh
- Kahale, Liban
- Kamienna Góra, Ba Lan
- Miranda de Ebro, Tây Ban Nha
- Sig, Algérie
- Ronvaux, Pháp
- Wittelsheim, Pháp